# (7785) 1994 QW
1994 كيو دابليو (ويعرف أيضًا باسم (7785) 1994 كيو دابليو وفق تسمية الكوكب الصغير) (بالإنجليزية: 1994 QW)‏ هو كويكب ضمن حزام الكويكبات؛ وترتيبه 7785 من حيث الاكتشاف.
اكتُشف هذا الجُرم الفلكي بواسطة تاكيشي أوراتا ‏ في 29 أغسطس 1994.

## وصلات خارجية
- (7785) 1994 QW في قاعدة بيانات مختبر الدفع النفاث لأجرام النظام الشمسي الصغيرة

- الاكتشاف · مخطط المدار ·  العناصر المدارية · المعلمات المادية

- (7785) 1994 QW على موقع ويكي سكاي: DSS2, SDSS, GALEX, IRAS, Hydrogen α, X-Ray, Astrophoto, Sky Map, Articles and images